# شهرستان چنگ
شهرستان چنگ (به لاتین: Cheng County) یک منطقهٔ مسکونی در چین است که در لونگنان واقع شده‌است. شهرستان چنگ ۱٬۷۰۱ کیلومتر مربع مساحت و ۲۵۰٬۰۰۰ نفر جمعیت دارد.